# Lilia Izquierdo
Lilia Izquierdo Aguirre (La Habana, 10 de febrero de 1967) es una exjugadora de voleibol cubana. Participó en 3 Juegos Olímpicos,  consiguiendo en los tres  la medalla de oro. 